# Pointe-Noire (Guadalupa)
Pointe-Noire è un comune francese di 7.198 abitanti situato nella parte nord-occidentale dell'isola di Basse-Terre e facente parte del dipartimento d'oltre mare di Guadalupa.